# Bogdan (Dobritsj)
Bogdan (Bulgaars: Богдан) is een dorp in de Bulgaarse gemeente Dobritsjka, oblast Dobritsj. Het dorp ligt hemelsbreed 7 km ten zuidwesten van de regionale hoofdstad Dobritsj en 373 km ten noordoosten van Sofia.

## Bevolking
Op 31 december 2020 telde het dorp 136 inwoners. Het aantal inwoners vertoont al jaren een dalende trend: in 1956 woonden er nog 582 inwoners in het dorp.
|  |

In het dorp leven merendeels etnische Bulgaren, maar ook Turken en Roma. In februari 2011 identificeerden 115 personen zichzelf als “Bulgaren”, 35 personen als “Turken” en 6 personen als “Roma”. 
| Etnische samenstelling van de respondenten (2011) | Etnische samenstelling van de respondenten (2011) | Etnische samenstelling van de respondenten (2011) | Etnische samenstelling van de respondenten (2011) | Etnische samenstelling van de respondenten (2011) |
| ------------------------------------------------- | ------------------------------------------------- | ------------------------------------------------- | ------------------------------------------------- | ------------------------------------------------- |
|                                                   |                                                   |                                                   |                                                   |                                                   |
| Bulgaren                                          | Bulgaren                                          |                                                   | 72,8%                                             | 72,8%                                             |
| Turken                                            | Turken                                            |                                                   | 21,5%                                             | 21,5%                                             |
| Roma                                              | Roma                                              |                                                   | 3,8%                                              | 3,8%                                              |
| Anders/Onbekend                                   | Anders/Onbekend                                   |                                                   | 2,2%                                              | 2,2%                                              |